# إفرايم بيي
إفرايم بيي هو سياسي أمريكي، ولد في 26 ديسمبر 1802، وتوفي في 23 أكتوبر 1888.